# Wybory parlamentarne na Nauru w 1971 roku
Drugie wybory do Parlamentu Nauru miały miejsce 23 stycznia 1971 roku. O 18 miejsc ubiegało się 48 kandydatów.
Łącznie oddano 880 głosów. W porównaniu do poprzedniej kadencji parlamentu, pojawiło się czterech nowych posłów. W okręgu Aiwo, Itubwę Amrama zmienił Kinza Clodumar; w okręgu Anetan, Paula Asa Diemę zmienił Lawrence Stephen; Totouwa Depaune został zmieniony przez Rubena Kuna w okręgu Buada. Kennan Adeang zmienił Deroga Giourę. Jednak Adeang kilka miesięcy później złożył mandat i w jego miejsce z powrotem pojawił się Gioura.
Wybrano również przewodniczącego i wiceprzewodniczącego parlamentu. Tym pierwszym został Kenos Aroi, natomiast na jego zastępcę wybrano Victora Eoaeo.

## Szczegółowe wyniki wyborów

### Aiwo
Głosy ważne – 104,

Głosy nieważne – 3.
| Miejsce | Kandydat                   | Wartość głosów |
| ------- | -------------------------- | -------------- |
| 1       | Samuel Edwin Tsitsi        | 55,780         |
| 2       | Kinza Godfrey Clodumar     | 47,010         |
| 3       | Alfred Itubwa Amram        | 45,540         |
| 4       | Reginald Roderick Akiri    | 30,730         |
| 5       | John Dedabwanouw Dube      | 26,107         |
| 6       | Patrick Deiri Uta Cook     | 23,782         |
| 7       | Deigoab Baigowa Marsh Bill | 20,062         |
| 8       | John Agieman Thoma         | 19,076         |
| 9       | David Libokomedo Agir      | 18,700         |
| 10      | August Detonga Deiye       | 17,825         |

### Anabar
W okręgu wyborczym Anabar nie głosowano w wyborach, powodem była zbyt mała liczba kandydatów do parlamentu. 13 stycznia 1971 John Roger Ayers, przewodniczący krajowej komisji wyborczej, zdecydował, że do parlamentu II kadencji wybrani zostali: 
| Miejsce | Kandydat            | Wartość głosów |
| ------- | ------------------- | -------------- |
| –       | Agoko James Doguape | —              |
| –       | David Peter Gadaroa | —              |

### Anetan
Głosy ważne – 88,

Głosy nieważne – 2.
| Miejsce | Kandydat                     | Wartość głosów |
| ------- | ---------------------------- | -------------- |
| 1       | Roy Demanganuwe Degoregore   | 52,495         |
| 2       | Lawrence Stephen             | 44,538         |
| 3       | Paul Asa Denagabwida Diema   | 37,979         |
| 4       | Adago Denuwea Bucky Idarabwe | 30,396         |
| 5       | Clouston Donasa Quinn Diema  | 21,896         |
| 6       | Jimmy Olsson                 | 21,271         |
| 7       | Atsibwebada Abouke           | 20,598         |

### Boe
Głosy ważne – 93,

Głosy nieważne – 6.
| Miejsce | Kandydat                        | Wartość głosów |
| ------- | ------------------------------- | -------------- |
| 1       | Hammer DeRoburt                 | 77,783         |
| 2       | Nangindeit Temanimon Kenos Aroi | 41,133         |
| 3       | Labi Dagaben Harris             | 35,733         |
| 4       | Kelly Deouri Emiu               | 33,917         |
| 5       | Robert Heinrich Karl Grundler   | 23,767         |

### Buada
Głosy ważne – 96,

Głosy nieważne – 0.
| Miejsce | Kandydat               | Wartość głosów |
| ------- | ---------------------- | -------------- |
| 1       | Austin Bernicke        | 69             |
| 2       | Ruben James Tullen Kun | 55             |
| 3       | Totouwa Depaune        | 52             |

### Meneng
Głosy ważne – 133,

Głosy nieważne – 4.
| Miejsce | Kandydat                    | Wartość głosów |
| ------- | --------------------------- | -------------- |
| 1       | James Ategan Bop            | 84,600         |
| 2       | David Audi Areymago Dabwido | 48,807         |
| 3       | Ririanang Allan Thoma       | 48,143         |
| 4       | Harold Emwan Jeremiah       | 47,612         |
| 5       | Paul Denabauwa Jeremiah     | 40,548         |
| 6       | Denumidaoao Christmas Bam   | 39,564         |
| 7       | Dogaben Alec Jimrock Harris | 35,576         |

### Ubenide
Głosy ważne – 240,

Głosy nieważne – 4.
| Miejsce | Kandydat                         | Wartość głosów |
| ------- | -------------------------------- | -------------- |
| 1       | Robidok Bagewa Buraro Detudamo   | 142,527        |
| 2       | Idarababwin Victor Eoaeo         | 105,085        |
| 3       | Kennan Ranibok Adeang            | 83,230         |
| 4       | Lagumot Gagiemem Nimidere Harris | 79,337         |
| 5       | Derog Gioura                     | 78,728         |
| 6       | Paul Lawrence Maginkieo Ribauw   | 62,920         |
| 7       | Mark Dennis Ruben Kun            | 48,887         |
| 8       | Jacob Dagabwinare                | 40,560         |
| 9       | Antonio David Garabwan           | 37,678         |

### Yaren
Głosy ważne – 105,

Głosy nieważne – 2.
| Miejsce | Kandydat                             | Wartość głosów |
| ------- | ------------------------------------ | -------------- |
| 1       | Joseph Detsimea Audoa                | 89,400         |
| 2       | Ludwig Dowong Keke                   | 44,367         |
| 3       | Alfred Derangdedage Bribirinang Dick | 35,850         |
| 4       | John Binono Willis                   | 35,200         |
| 5       | Klaus Beiaua Jacob                   | 34,933         |

## Gabinet
Rada ministrów utworzona po wyborach przedstawiała się następująco:
| Poseł           | Resorty                                                                                  |
| --------------- | ---------------------------------------------------------------------------------------- |
| Hammer DeRoburt | Prezydent; Minister spraw zewnętrznych; Minister spraw wewnętrznych, rozwoju i przemysłu |
| Austin Bernicke | Minister zdrowia i edukacji                                                              |
| Joseph Audoa    | Minister sprawiedliwości                                                                 |
| Ategan Bop      | Minister finansów                                                                        |
| Buraro Detudamo | Minister pracy i robót publicznych; Minister asystujący prezydentowi                     |
| Źródło:         |                                                                                          |